# Gęsiec
Gęsiec, gęsiec gambijski (Plectropterus gambensis) – gatunek dużego ptaka wodnego z rodziny kaczkowatych (Anatidae), spokrewniony z gęsiami i kaczkami. Odróżnia się od nich jednak odrębnymi cechami anatomicznymi i dlatego włącza się go do osobnej podrodziny Plectropterinae lub też nie umieszcza w żadnej z podrodzin. Jedyny przedstawiciel rodzaju Plectropterus. Występuje na mokradłach całej subsaharyjskiej Afryki.

## Etymologia
- Plectropterus: gr. πληκτρον plēktron – kogucia ostroga; -πτερος -pteros – -skrzydły, od πτερον pteron – skrzydło[9].
- gambensis: Gambia[10].
- Anatigralla: łac. anas, anatis – kaczka; grallae – palce, od archaicznego gradula – kroczek, od gradus – krok[11].

## Zasięg występowania
Gęsiec występuje w zależności od podgatunku:
- P. gambensis gambensis – Gambia do Etiopii na południe do Angoli i Mozambiku.
- P. gambensis niger – Namibia i Zimbabwe do RPA.

## Wygląd zewnętrzny

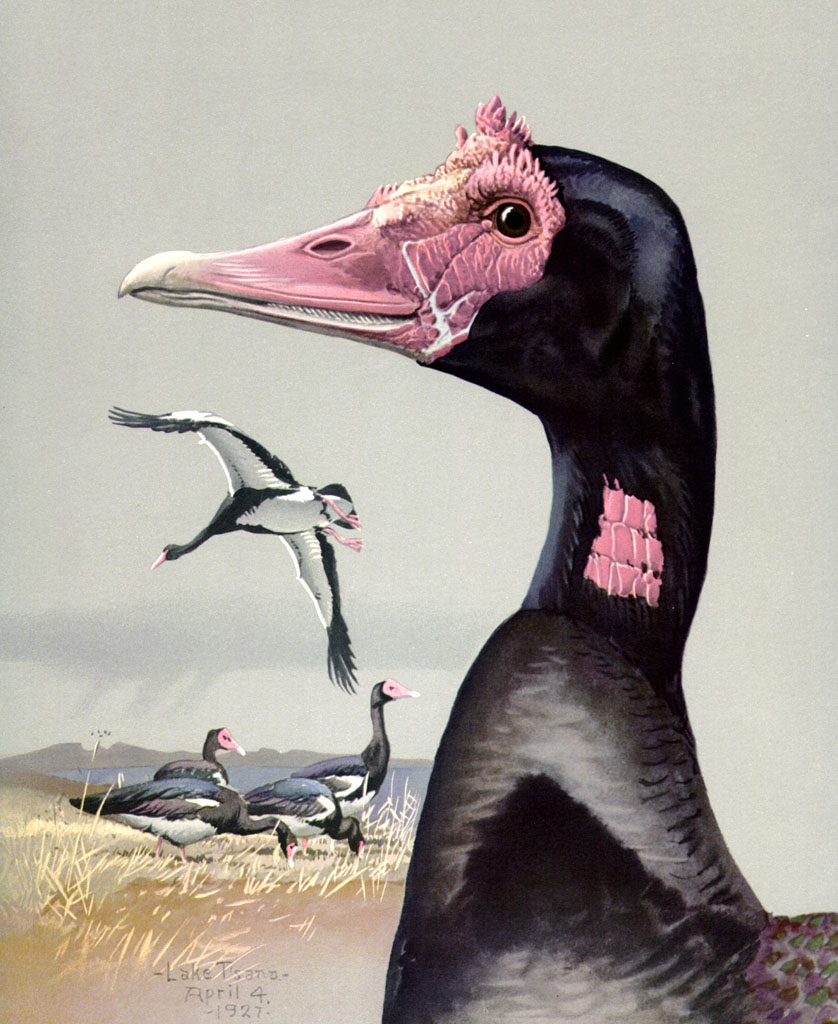
Dymorfizm między płciami przejawia się m.in. większymi naroślami w części twarzowej u samców

Dorosłe gęśce osiągają 75–115 cm długości i przeciętnie 4–6,8 kg masy ciała, choć czasem ich masa wynosi nawet 9 kg, przy czym samce są wyraźnie większe niż samice. Należą do największych afrykańskich ptaków wodnych i uchodzą za jedne z największych gęsi. 

Większość ich ubarwienia jest czarna, z białą częścią twarzową i dużymi białymi plamami na skrzydłach. Długie nogi są cielistej barwy. Nominatywny podgatunek P. g. gambensis ma rozległe białe pole na brzuchu i po bokach ciała, ale podgatunek P. g. niger, który występuje w południowym biegu rzeki Zambezi, na brzuchu posiada jedynie małe białe plamki.
Kaczor różni się od kaczki nie tylko rozmiarem, ale i większą twarzową czerwoną łatką, która rozszerza się za czerwonym dziobem, oraz naroślą u podstawy górnej szczęki.

## Zachowanie
Gęśce zwykle nie wydają żadnych dźwięków, ale gdy lecą, można usłyszeć cienki gwizd.
Duże gniazdo ukryte jest zazwyczaj w roślinności w pobliżu wody, ale ptaki wykorzystują też szczeliny w drzewach, inne szczeliny oraz stare gniazda warug. Ostroga na zagięciu skrzydeł może im służyć do prowadzenia walki.
Ten płodny i towarzyski gatunek żeruje na pastwiskach jedząc rośliny łąkowe, ale środek dnia przeznacza na odpoczynek nad wodą.

## Status i ochrona
Gęsiec jest jednym z gatunków, którego dotyczy porozumienie o ochronie migracji ptaków wodnych Afryki i Eurazji (AEWA). Międzynarodowa Unia Ochrony Przyrody (IUCN) uznaje go za gatunek najmniejszej troski (LC – Least Concern) nieprzerwanie od 1988 roku. Globalny trend liczebności uznawany jest za wzrostowy, choć niektóre populacje mogą być stabilne.